# 麻旦旦处女嫖娼案
麻旦旦处女嫖娼案又称处女嫖娼案，2001年1月发生于陕西省泾阳县蒋路乡。当地女性麻旦旦，被蒋路派出所认定为“嫖娼”并作出对行政拘留15天的处罚裁定。此事在中国大陆轰动一时。

## 案件经过
1月8日晚，蒋路派出所干警王海涛和聘用司机胡安定在未出示任何证件的情况下，将麻旦旦从其姐姐经营的发廊中强行带走。抵达派出所后，两人轮流单独讯问麻旦旦，要求其承认曾有卖淫行为。麻旦旦否认后，两人将其吊绑在室外篮球杆上，对麻旦旦扇耳光，辱骂。第二日凌晨四时许，所长彭亮参与询问。事后彭亮对此解释为“做思想工作”。最终麻旦旦被迫在“招供材料”上签字。1月9日晚7时许，麻旦旦被送回家。
事后，泾阳县公安局治安管理处出具一份处罚裁决书，日期为2月9日，以“嫖娼”对其进行处罚，同时将麻旦旦性别变成“男性”。对此麻旦旦向咸阳市公安局申请复议。2月6日，麻旦旦在咸阳215医院所做的医疗鉴定，证明她仍是处女。　
此后麻旦旦将泾阳县公安局和咸阳市公安局告上了法庭，要求赔偿精神损失费500万元。5月9日，咸阳市秦都区法院做出一审判决，除误工费和医疗损失费外，麻旦旦仅获得74.66元的赔偿金。随后麻旦旦上诉。12月11日，咸阳市中级人民法院二审判决，泾阳县公安局支付麻旦旦违法限制人身自由两天的赔偿金74.66元，加上医疗费、交通费、住宿费以及180天的误工费共9135元整。同时法院驳回麻旦旦要求的500万元精神伤害赔偿和公安局在媒体上公开道歉等诉讼请求。法院审理认为，麻旦旦请求精神损害赔偿不符合国家赔偿法规定，请求公安机关在媒体上公开赔礼道歉也没有事实依据。